# حشره‌خوار آبی بورنئی
 حشره‌خوار آبی بورنئی (نام علمی: Chimarrogale phaeura) نام یک گونه از سرده حشره‌خوارهای آبی آسیایی است.